# گروه مدیترانه‌ای اتحادیه اروپا
گروه ۹ کشور مدیترانه‌ای اروپا (MED9)  ، که با نام «کلاب یا باشگاه مدیترانه ای» و «گروه مدیترانه» نیز شناخته می‌شود در سال ۲۰۱۳ ايجاد شد و همانگونه که از نام آن پیداست دربرگیرنده ۹ کشور ( کرواسی, قبرس, فرانسه, یونان, ایتالیا, مالت, پرتغال, اسلوونی و اسپانیا ) می باشد .این کشور ها بخشی از پهنه مدیترانه هستند. نام پشین آن گروه ۷ کشور (MED7) بود که پس از پیوستن کرواسی و اسلوونی در سال ۲۰۲۱ به (MED9 ) ویرایش شد. هر کدام از این 9 کشور عضو کشورهای اتحادیه اروپا ، بخشی از منطقه یورو (واحد پول یورو )، و همه به جز قبرس بخشی از منطقه شنگن هستند.

## کارکرد ها
این گروه برای بالا بردن صلح و ثبات در مديترانه، روند ‎هاي مهاجرتي، انرژي، تجارت و تغييرات اقليمي و آب و هوا تمركز دارد.

## جستار های وابسته
- شش بنیان‌گذار
- پیمان بالکان باز
- گروه کرایووا
- دفتر مبارزه با تقلب اروپا
- یوروجاست
- پیمان نامه رامبویه